# Gata Kamski
Gata Rustémovich Kamski, Гата Рустемович Камский (en tártaro: Ğataulla Kamskiy) (Novokuznetsk, 2 de junio de 1974) es un Gran Maestro Internacional de ajedrez estadounidense de origen soviético y cinco veces campeón de Estados Unidos.
Kamsky llegó a la final del Campeonato Mundial de Ajedrez de la FIDE de 1996 a la edad de 22 años, y alcanzó el cuarto puesto en la clasificación mundial en 1995. Casi no jugó partidas puntuables para la FIDE entre 1997 y finales de 2004.
Kamsky ganó la Copa del Mundo de 2007. Esto le valió un match de Candidatos contra Veselin Topalov, que perdió. Kamsky también compitió en el Torneo de Candidatos en 2011, perdiendo contra Boris Gelfand.

## Biografía
Kamsky nació en Novokuznetsk (Rusia), en el seno de una familia tártara. Su apellido, Kamsky, procede del apodo artístico de su abuelo, Gataullah «Kamsky» Sabirov, fundador del Teatro Dramático Tártaro de Kazán.
A los 12 años, derrotó al veterano Gran Maestro Mark Taimanov en una partida de torneo. Ese mismo año obtuvo el título de Maestro Nacional. Ganó el campeonato soviético sub-20 en 1987 y 1988.
En 1989, se trasladó a Estados Unidos con su padre Röstäm (también escrito Rustam), un antiguo boxeador que dominó a Gata, le hizo estudiar ajedrez casi exclusivamente y actuó como su entrenador y mánager. El empresario James Cayne proporcionó apoyo financiero a los Kamsky.
En 1989, Gata Kamsky ganó un torneo en Nueva York para ganarse el derecho a retar a Garry Kasparov a un match a dos partidas; perdió ese match ese mismo año por 0-2. En 1990, con 16 años y aún sin título, jugó en el torneo Interzonal de 64 jugadores en Manila, el primer paso hacia el Campeonato Mundial de Ajedrez. Terminó con 5½ / 13.
En 1990, la FIDE concedió a Kamsky el título de gran maestro. En 1991, ganó el Campeonato de Estados Unidos. Kamsky también obtuvo buenos resultados en otros prestigiosos torneos de ajedrez, ganando el torneo de Las Palmas en 1994.

## Trayectoria

### Candidato al Campeonato del Mundo (1993-96)
En 1993, las organizaciones rivales FIDE y PCA celebraron sendos torneos Interzonales. Kamsky jugó en ambos, y en ambos casos se clasificó para los respectivos Torneos de Candidatos. Los torneos de Candidatos estuvieron dominados en gran medida por Kamsky y Viswanathan Anand.
En la primera ronda del torneo de Candidatos de 1994-95, Kamsky vence a Paul van der Sterren (+3=3−1). En cuartos de final Kamsky debe batirse contra Anand, durante julio y agosto de 1994 en Sanghi Nagar, India, el inicio es complicado para Kamsky. Luego de dos tablas en los primeros juegos, Anand gana las siguientes dos partidas manteniendo un score de 3 a 1 arriba. El quinto juego es tablas. Kamsky mantiene un puntuación de 1½ a 3½ logrando remontar el Match en las siguientes tres partidas por 4 a 4 (+2=4−2), entonces gana las dos partidas rápidas, logrando ganar el Match. En semifinales, realizadas en Sanghi Nagar durante febrero de 1995, Kamsky vence a Valery Salov por 5½ a 1½ (+4=3−0).
En los matches de Candidatos de la PCA de 1994-95, Kamsky venció a Vladimir Kramnik en cuartos de final en Nueva York en junio de 1994. En septiembre de 1994, Kamsky venció a Nigel Short en semifinales en Linares, España. En la final de marzo de 1995 contra Anand en Las Palmas, se invirtió el resultado de la FIDE, perdiendo Kamsky (+1=7-3).
En 1996, Kamsky jugó un match a 20 partidas contra Anatoly Karpov por el título del Campeonato Mundial de Ajedrez de la FIDE 1996 en Elista, Kalmykia, perdiendo 7½-10½ (+3=9-6).

### Inactividad (1996-2004)
Tras perder el match contra Karpov, Kamsky abandonó el ajedrez profesional. En 1999 se graduó en el Brooklyn College  y posteriormente estudió Derecho en el Touro Law Center de Nueva York.
Las siguientes partidas puntuables de Kamsky tras su derrota ante Karpov fueron en 1999, cuando volvió a jugar en el Campeonato del Mundo por Eliminación de la FIDE en Las Vegas, donde disputó una primera ronda a dos partidas contra el que a la postre sería el ganador del torneo, Alexander Khalifman. Kamsky ganó la primera partida, perdió la segunda y perdió las partidas rápidas de desempate.

### Regreso (a partir de 2004)
Kamsky se retiró del mundo del ajedrez durante ocho años, a excepción de un encuentro a dos partidas en 1999. La primera vez que se le vio fue en marzo de 2004, cuando ChessBase informó de que Sam Sloan había hablado con él.
Kamsky no jugó otra partida en público hasta el 15 de junio de 2004, cuando participó en el 106º Masters de Nueva York, jugando cuatro partidas en un día con un control de tiempo de 30 minutos para todas sus jugadas. Sus dos victorias y dos tablas le bastaron para empatar en el primer puesto con otros cuatro jugadores. Posteriormente jugó en otras ediciones del evento semanal con éxito desigual, antes de volver al ajedrez regular en el Campeonato de Estados Unidos de 2005, celebrado en noviembre-diciembre de 2004, donde obtuvo un respetable pero poco espectacular 5½-3½. En la clasificación Elo de la FIDE de abril de 2005 figuraba como número 19 del mundo, con 2700 puntos. Mantuvo esta clasificación en la lista de julio de 2005, pero ascendió al número 18 tras un buen resultado invicto en el torneo HB Global Challenge 2005, celebrado en Minneapolis en mayo de 2005.
Desde entonces ha regresado al ajedrez internacional, en particular quedando segundo por detrás de Veselin Topalov en la prueba de Maestros M-Tel. Poco después, Kamsky condujo al equipo estadounidense a la medalla de bronce en la Olimpiada de Ajedrez de Turín 2006. El 4 de julio de 2006, empató en el primer puesto con otros nueve en el Abierto Mundial de Filadelfia, y luego ganó la repesca, obteniendo unos 7.000 dólares. Una serie de éxitos en 2007 marcaron su regreso al nivel de juego que tenía antes de su retirada, insinuando la posibilidad de convertirse de nuevo en un aspirante a lo más alto de la jerarquía ajedrecística mundial.
Kamsky disputó la Copa del Mundo de Ajedrez de la FIDE 2005 y se clasificó para el Torneo de Candidatos al Campeonato del Mundo de 2007, en mayo-junio de 2007. Ganó su partida de primera ronda contra Étienne Bacrot (+3-0=1), pero fue eliminado al perder su partida de segunda ronda contra Boris Gelfand +0-2=3.
En noviembre-diciembre de 2007, Kamsky participó en la Copa del Mundo de Ajedrez 2007. Clasificado en 11ª posición, ganó sus tres primeras rondas y derrotó a Peter Svidler, al ex campeón mundial de la FIDE Ruslan Ponomariov y al futuro número uno del mundo Magnus Carlsen para llegar a la final. En la final derrotó a Alexei Shirov (+1-0=3) y se alzó con el título, sorprendiendo a muchos en el mundo del ajedrez.

## Cuartos de final de Candidatos contraBacrot, mayo-junio,Elistá,Kalmukia, 2007
| Jugador | R1 | R2 | R3 | R4 | R5 | R6 | Total             |
| ------- | -- | -- | -- | -- | -- | -- | ----------------- |
| Kamski  | =  | 1  | 1  | 1  |    |    | 3.5 (clasificado) |
| Bacrot  | =  | 0  | 0  | 0  |    |    | 0.5 (eliminado)   |

## Final de Candidatos contraGélfand, mayo-junio,Elistá,Kalmukia, 2007
| Jugador | R1 | R2 | R3 | R4 | R5 | R6 | Total            |
| ------- | -- | -- | -- | -- | -- | -- | ---------------- |
| Kamski  | =  | =  | 0  | =  | 0  |    | 1.5(eliminado)   |
| Gélfand | =  | =  | 1  | =  | 1  |    | 3.5(clasificado) |

### Campeón de laCopa del mundo de ajedrez, 2007
En la Copa del Mundo, Kamski ganó el torneo, venciendo en la final por 2½ a 1½ al español de origen letón Alekséi Shírov, el 16 de diciembre de 2007, en Janti-Mansiisk, Rusia. Participaron 126 jugadores con lo mejor de la élite mundial del ajedrez, salvo Anand, Krámnik y Topalov.
Antes de llegar a la final Kamski tuvo que vérselas con Svidler y Ponomariov (entre otros) para alcanzar la final derrotando a Magnus Carlsen. En esta partida el noruego perdió primero calidad y luego la partida.
En Janti-Mansiisk, Kamski disputó 18 partidas: 16 bajo el ritmo normal de juego, dos partidas de ajedrez rápido en los desempates (contra Piotr Svidler). No perdió ninguna de sus partidas, ganó seis de las partidas regulares y una de desempate, coronándose así vencedor de la Copa del Mundo de la FIDE de 2007. Esto le dio derecho a enfrentarse en un match personal a Veselin Topalov. El ganador, Topalov, disputó a su vez otro duelo con Anand para dirimir el nuevo campeón mundial. Anand venció y retuvo de esta manera su título de Campeón.
La victoria de Kamsky le valió un enfrentamiento contra el número uno del mundo, Veselin Topalov, en 2009, por el derecho a disputar el Campeonato Mundial de Ajedrez 2010 contra el campeón mundial Viswanathan Anand. El encuentro se celebró en Sofía (Bulgaria) en febrero de 2009. Aunque Kamsky ganó la cuarta partida para igualar el encuentro 2-2, Topalov consiguió +2 en las 3 partidas finales (incluida una emocionante victoria en la última ronda con blancas en el flanco de la Defensa Francesa) para ganar el encuentro 4½-2½.
Kamsky jugó en el tablero uno para Estados Unidos en la Olimpiada de Ajedrez de 2008, celebrada en Dresde (Alemania) en noviembre. El equipo estadounidense se hizo con la medalla de bronce.
Kamsky participó en la Copa Mundial de Ajedrez de 2009, pero fue derrotado en la tercera ronda por Wesley So.
En enero de 2010, Kamsky ganó el 52º torneo de ajedrez de Reggio Emilia (quedó primero empatado con Zoltán Almási, al que derrotó en la última ronda, pero tuvo mejor desempate Buchholz). En mayo de 2010 empató en el 1º-3º puesto con Vladimir Kramnik y Shakhriyar Mamedyarov en la Copa del Presidente de Bakú.
Se proclamó campeón de Estados Unidos el 25 de mayo de 2010, tras ganar una partida rápida de desempate con el segundo clasificado, Yury Shulman. Este campeonato, el segundo de Kamsky, se produjo 19 años después de que ganara su primer campeonato de Estados Unidos.
En agosto de 2010, Kamsky se impuso con claridad en el Open Grenke Rapid World Championship (Mainz Chess Classic), un torneo de ajedrez rápido, con 10/11, derrotando al número 5 del mundo y defensor del título, Levon Aronian, al campeón de la FIDE de 2004, Rustam Kasimdzhanov, y a Sergey Karjakin de camino al título por delante de Grischuk, Shirov y varios otros fuertes Grandes Maestros.
Del 23 al 31 de agosto, Kamsky participó en el Abierto de Bakú, en Azerbaiyán, donde era el primer cabeza de serie. Ganó sus tres últimas partidas para hacerse con el primer puesto con 7½/9.
Del 13 al 18 de abril de 2011, Kamsky participó en el Campeonato de Estados Unidos, donde era el primer cabeza de serie. Ganó el torneo por segundo año consecutivo, convirtiéndose en el primer jugador desde Lev Alburt en 1985 en ganar Campeonatos de Estados Unidos consecutivos; el título fue el tercer Campeonato de Estados Unidos de su carrera.
Como finalista del ciclo de campeonatos mundiales de 2010, a Kamsky se le dio entrada directa al Torneo de Candidatos de ocho jugadores para determinar el retador al Campeonato Mundial de Ajedrez de 2012. El Torneo de Candidatos comenzó con un formato al mejor de cuatro partidas en mayo de 2011 en Kazán, con Kamsky enfrentándose a Veselin Topalov en cuartos de final. Con una victoria de las negras en la defensa Gruenfeld en la segunda partida, Kamsky derrotó a Topalov por 2½-1½ y pasó a semifinales. En semifinales, se enfrentó a campeón de la Copa del Mundo de 2009, Boris Gelfand, en una revancha de su encuentro en el Torneo de Candidatos de 2007, que ganó Gelfand. Tras cuatro partidas, el encuentro quedó empatado a 2-2, y el ganador se decidiría en un desempate rápido el 16 de mayo. En los desempates rápidos, Kamsky ganó la tercera partida con negras para ponerse 2-1 por delante y sólo necesitaba unas tablas con blancas en la última partida rápida para pasar a la final. Sin embargo, Gelfand ganó con negras para forzar un desempate de blitz, que ganó 2-0 para eliminar a Kamsky y alcanzar la final del Candidatos.
En mayo de 2012, Kamsky participó en el Campeonato de Estados Unidos de 2012, donde fue cabeza de serie en segundo lugar por detrás del campeón defensor Hikaru Nakamura. Consiguió 5/7 para clasificarse para la fase de todos contra todos contra Nakamura, el campeón de 2006 Alexander Onischuk y el campeón de 2008 Yuri Shulman. En la fase round-robin, hizo tablas con Nakamura con negras y luego derrotó a Onischuk con blancas en la Ruy López. En 2013 y 2014 ganó el torneo, y el último título fue el quinto Campeonato de Estados Unidos de su carrera. En 2016 quedó tercero en el torneo Chigorin Memorial de San Petersburgo.
Gata Kamski ha sido campeón de los Estados Unidos en cinco ocasiones, en los años 1991, 2010, 2011, 2013 y 2014. 